# Upplands runinskrifter 510
Upplands runinskrifter 510 är en vikingatida runsten av granit i Mälsta, Kårsta socken och Vallentuna kommun. Stenens höjd är 2,25 meter och dess bredd - nedtill - 2,30 meter.
En av de bröder som rest U 510, Faste, omnämns också på runstenen U 511, som är rest 20 till 30 år efter U 510. Genom de båda inskrifterna får vi veta detta om en släkt i Mälsta:

Torsten hade sex söner: Frösten, Torbjörn, Faste, Vinjut, Ulv och Gunndjärv. Faste i sin tur hade fyra söner: Vidjärv, Dan, Fastar och Halvdan.

## Inskriften
Translitterering av runraden:
× frystin × þorbiurn × fasti × uiniutr × ulfr × kuntiarfr × þaiʀ × bruþr × raistu × stin : at · þorstin : faþur × sin ·
Normalisering till runsvenska:
Frøystæinn, Þorbiorn, Fasti, Viniutr, Ulfʀ, Gunndiarfʀ, þæiʀ brøðr ræistu stæin at Þorstæin, faður sinn.
Översättning till nusvenska:
Frösten, Torbjörn, Faste, Vinjut, Ulv, Gunndjärv, de bröderna reste stenen till minne av Torsten, sin fader.